# 波浮港
波浮港（はぶみなと）は、東京都大島町にある地方港湾。港湾管理者は東京都。港則法の適用港である。統計法に基づく港湾調査規則では乙種港湾に分類されている。

## 概要

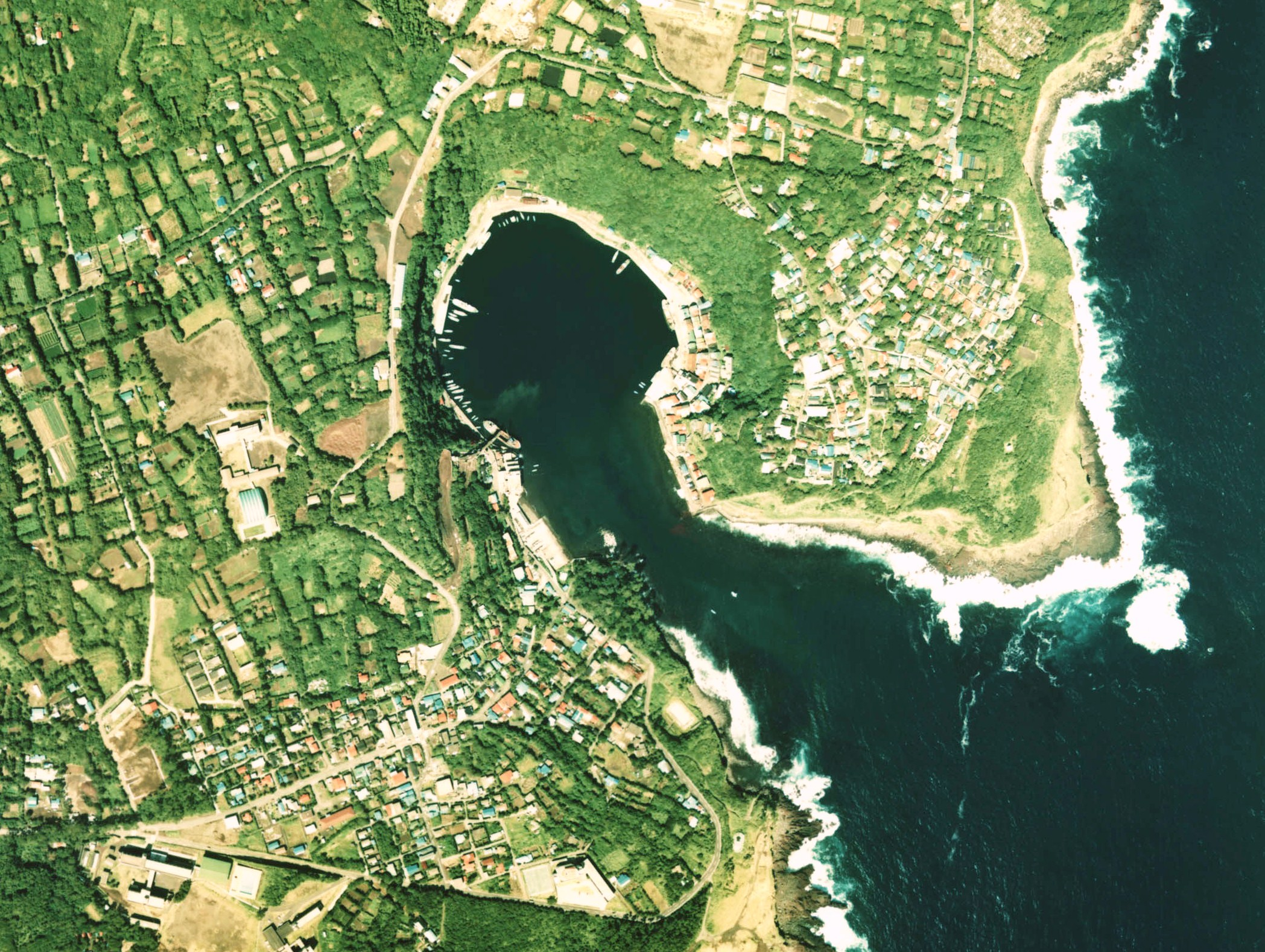
波浮港の空中写真（1976年撮影）
火口湖（マール）を港として使用している。

伊豆大島の南端にある港湾である。9世紀に起こった割れ目噴火口が海岸部まで到達し火口湖（マール）を形成した。元禄16年（1703年）の元禄関東地震の大津波で海とつながり、さらに江戸時代末期の寛政12年（1800年）、秋広平六により崖を切り崩し、港口を拡げて現在の形の港として完成した。かつては、風待ちの港として遠洋漁業の中継基地としても栄えた。かつての繁栄を物語るように大正期の建物が残っている。また、利島行きの連絡船が出ていたこともある。 
2015年度の発着数は458隻（151,041総トン）、うち外航商船2隻（4,608総トン）。
港則法施行令において港湾の区域は「竜王埼灯台（北緯三四度四一分九秒東経一三九度二六分三六秒）から一三四度三〇分一九〇メートルの地点から一二八度四五〇メートルの地点まで引いた線、同地点から二一八度六八〇メートルの地点まで引いた線、同地点から三〇八度に引いた線及び陸岸により囲まれた海面」と定められている。
1901年（明治34年）7月に開港100周年を記念して、初代大島島司小池友徳の文による波浮開港碑が建てられた。

## 近隣の出身者
波浮港地域の出身者に、日本レコード大賞を受賞した作詞家の宮川哲夫（受賞曲『霧氷』）、民族学者の坂口一雄、画家の中出那智子、作家の石川好等がいる。

## 芸術
明治から昭和にかけて、多くの文人墨客が執筆や保養、観光等に訪れ逗留し、波浮港を題材にした作品を残した。
- 『波浮の港』 - 作詞・野口雨情、作曲・中山晋平。大ヒットして当地が有名になった。
- 『アンコ椿は恋の花』 - 都はるみ、歌詞の中に波浮港が出てくる。